# サンインコガタスジシマドジョウ
サンインコガタスジシマドジョウ（山陰小型筋縞泥鰌、C. minamorii）は、コガタスジシマドジョウの山陰地方固有の亜種である。かつてスジシマドジョウ小型種山陰型もしくは点小型と称されていたもの。タイプ産地は斐伊川下流の農業用水路。

## 分布
兵庫県西部の岸田川から島根県東部の斐伊川水系神戸川にかけての日本海側に注ぐ流れが緩やかな小規模河川に生息している。特に下流の岸際の植生が豊かな河川または農業用水路の泥底に多い。

## 形態
全長6-10cm。コガタスジシマドジョウの他の亜種と比べ大型になる。非繁殖期は雌雄ともに体側斑紋は点列だが、繁殖期になるとオスは点どうしがくっついて縦帯となる。尾鰭には3-5列の弧状の横帯がある。尾鰭基底の黒色斑は背型は薄く、腹側は濃い。他の亜種同様短い３対の口髭をもち、オスは円形の骨質盤を保持する。。胸鰭の第1分枝軟条の上片は細い。眼は赤い。

## 生態
繁殖期は5-7月で、浅い一時的水域で卵黄径が0.8mmの卵を産卵する。産卵時には、成熟したメスに複数のオスがくの字になって巻き付く。雑食性である。

## 地方名
島根県で、スナドジョウ、スナコリン、カムドジョウ、メコドジョウなどという名前で、他のドジョウと混称される。

## 保全状況
本亜種も他のスジシマドジョウ同様減少傾向がみられる。1950年代に報告され、2012年に新亜種として記載された。記載された時点で、個体数は少なかったと思われる。多産する生息地が存在せず、平野部の小型で穏やかな流れで散発的に見られるため、種全体の保護は難しい。本亜種の減少は、河川改修、水質汚濁、氾濫原湿地の減少が影響しているとされる。
絶滅危惧IB類 (EN)（環境省レッドリスト）